# Optički zapis
Optički zapis je način zapisa podataka gdje se čitaǌe, pisaǌe ili oboje izvodi korišteǌem svjetla i optičkih pojava.
Kod optičkog zapisa obično govorimo o zapisu na optički disk. Optički disk je tanka okrugla ploča koja nosi optički zapis. Zbog tipične primjene gdje su podatci obično zvučni zapis ili zapis pokretnih slika, što povlači da se podatci čitaju u duǉem neprekinutom nizu, podatci su organizirani kao spiralni trag koji počinje od sredine optičke ploče. 
Optički zapis se prvo koristio za pohranjivanje pokretnih slika u ranim 1960-tim godinama. Danas je široko rasprostranjeni način za pohranu podataka zbog dostupnosti uredaja za zapisivanje i čitanje, kao i po cijeni pristupačnih praznih medija.

## Kompaktni disk
Compact disc (kratica: CD) je razvila nizozemska tvrtka Philips u kasnim sedamdesetim godinama dvadesetog stoljeća. Inžeǌeri Philipsa su tijekom razvitka tehnologije postavili granicu od 76 minuta glazbe, što je uz odgovaralo podatkovnom kapacitetu od 650 MB, iako su danas sve češće u upotrebi i oni od 700, pa čak i 800 MB. Standard definira kapacitet CD-a kao 650 MB, dok je ostatak namijenjen zapisivanju u slučaju manjih oštećenja diska. Ako rabimo svih 700 MB, margine sigurnosti više nema, još gore je u slučaju diskova od 800 MB. Zato su i razvijeni noviji standardi, poput DVD-a. Promjer ploče je 12 centimetara.

### Tehnologije zapisa
- CD-DA
- CD-ROM
- CD-ROM/XA
- CD-I
- CD-R
- CD-RW
- Photo CD
- VCD

## Digital Versatile Disc
DVD se najčešće rabi za pohranu video zapisa, dakle filmovi i serije, i zato se ljudi dosta često zabune i proglase DVD Digital Video Disk-om, dok se CD koristi najčešće za pohranu audio zapisa i sirovih podataka s kompjutera.
Naravno i DVD se može koristiti za pohranu podataka s kompjutera, kao što se i CD može koristiti za pohranu videa. 

### Tehnologije zapisa
Kapacitet DVD-a je oko 4,7 GB za jednoslojni jednostrani zapis
- DVD-ROM
  - DVD-5   - jednostrani zapis kapacitet 4,7 GB.
  - DVD-9   - dvo slojni jednostrani zapis - kapacitet 9 GB.
  - DVD-10  - obostrani zapis s dva sloja  - kapacitet 10 GB.
  - DVD-18  - obostrani zapis s dva sloja  - kapacitet 18 GB.
- DVD-R
- DVD-RW
- DVD-RAM
- DVD+R
- DVD+RW

## Način rada
Podatci se na CD i DVD obično upisuje laserom, dok se za masovnu proizvodnju rabe matični kalupi koji su izrađeni od metala u koje se ubrizga plastični materijal.
CD i DVD imaju glatku površinu, koju malo jači laser može blago udubiti.
Ono što laser udubi je nula, ono što ne udubi jest jedinica (više o nulama i jedinicama na računarstvu).
Kasnije to laser uoči i time računalo slaže podatke.

## Blu-ray_Disc
Ova tehnologija je nastavak evolucije medija za pohranu video zapisa.

## Kompatibilnost između raznih formata
DVD i CD su istog formata i na oba se čita i piše istim načinom, jedino na DVD dosta kompliciranije i iz ta dva razloga DVD čitači i pisači mogu čitati i pisati CD-ove, dok CD čitači i pisači ne mogu ni čitati ni pisati DVD-ove (naravno da ni DVD čitač ne može pisati po CD-u, ali može čitati CD).

## Pogledaj također
Usporedba optičkih medija za pohranu podataka - Usporedba CD-a, DVD-a, HD-DVD-a, Blu-ray Disca i HVD-a